# Herbert Glaeser (General)
Herbert Glaeser (* 6. Juli 1904 in Dresden; † 17. Juli 1974) war ein deutscher Widerstandskämpfer gegen den Nationalsozialismus und Generalmajor der Deutschen Volkspolizei (DVP) in der DDR.

## Leben
Glaeser wurde 1920 Mitglied der Sozialistischen Arbeiter-Jugend (SAJ) und 1924 der SPD. 1931 wechselte er zur Sozialistischen Arbeiterpartei Deutschlands (SAP), wurde Politischer Leiter der SAP im Kreis Pirna und Mitglied der Bezirksleitung Ostsachsen. Nach der Machtergreifung der Nationalsozialisten betätigte er sich am illegalen Widerstand. 1935 wurde er verhaftet und zu zwei Jahren und fünf Monaten Zuchthaus verurteilt. 1942 wurde er zur sogenannten Bewährungsdivision 999 eingezogen und kam 1944 bei der Organisation Todt zum Fronteinsatz. Vom März bis November 1945 war er in Kriegsgefangenschaft.

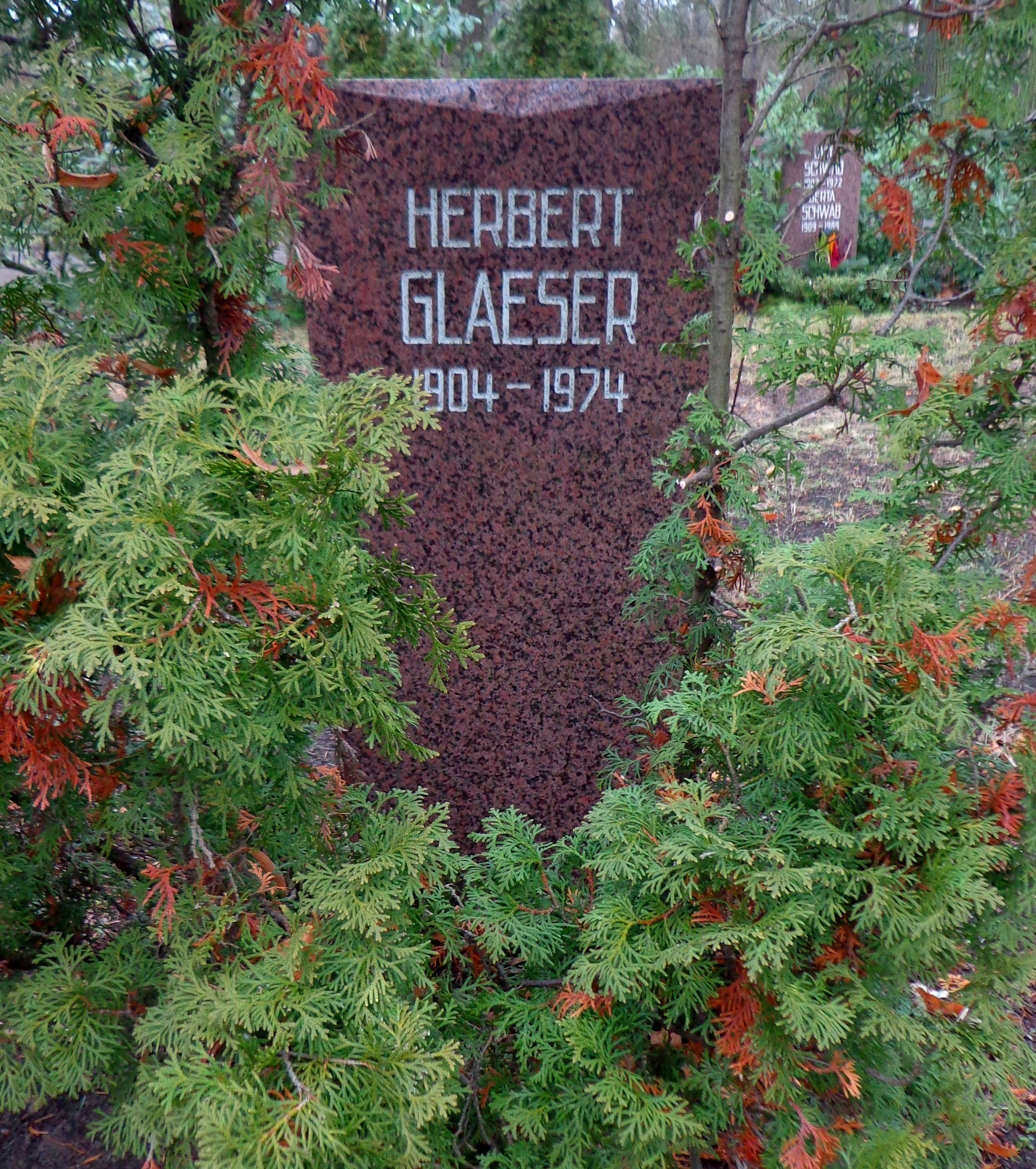
Grabstätte

Nach seiner Rückkehr trat er 1945 der Kommunistischen Partei Deutschlands (KPD) bei und war seit Januar 1946 Bürgermeister in Heidenau. Seit 1946 Mitglied der Sozialistischen Einheitspartei Deutschlands (SED), war er von Juni 1947 bis November 1948 Landrat des Kreises Pirna. Am 1. Dezember 1948 trat er in die Deutsche Verwaltung des Innern (DVdI) ein, wurde später als Chefinspekteur Stellvertretender Chef der Deutschen Volkspolizei für Wirtschaftsfragen. Zuletzt war er Leiter der Verwaltung Versorgungsdienste des Ministeriums des Innern, ab Juli 1957 im Rang eines Generalmajors. 1967 ging er in Rente und lebte in Lehnitz bei Oranienburg. Seine Urne wurde in der Grabanlage Pergolenweg des Berliner Zentralfriedhofs Friedrichsfelde beigesetzt.
Sein Sohn Horst Glaeser (1928–1984) war Oberst der Nationalen Volksarmee und langjähriger Vorsitzender der Gewerkschaft der Zivilbeschäftigten der NVA.

## Auszeichnungen
- 30. Juni 1955 Vaterländischer Verdienstorden in Silber und 1969 in Gold
- 1958 Medaille für Kämpfer gegen den Faschismus 1933 bis 1945
- 1964 Orden Banner der Arbeit
- 1974 Ehrenspange zum Vaterländischen Verdienstorden in Gold